# Биго, Кантен
Кантен Биго (фр. Quentin Bigot, род. 1 декабря 1992 года) — французский метатель молота, серебряный призёр чемпионата мира 2019 года. Участник летних Олимпийских игр 2012 года. 

## Биография и карьера
Принимал участие в летних Олимпийских играх 2012 года в Лондоне. Не прошёл квалификацию в финал.
В июле 2014 года у него был положительный результат теста и он был отстранен от соревнований на четыре года, два из которых были отстранены Дисциплинарным комитетом Французской Федерации. 
На чемпионате мира 2017 года, который проходил в Лондоне, он занял итоговое четвёртое место, метнув молот на 77,67 метров. 
На чемпионате Европы-2018 в Берлине он метнул снаряд на 72,73 метра и в итоговом протоколе стал только 16-м. 
На предолимпийском чемпионате мира, который проходил в 2019 году в столице Катара Дохе, Кантен завоевал серебряную медаль отправив снаряд на 78,19 метров. Это первый серьёзный успех на мировых легкоатлетических форумах французского атлета.
Личный рекорд - 78,58 (8 марта 2014 год, Шатору).